# Hugh Havelock McLean
Pour les articles homonymes, voir McLean.
Hugh Havelock McLean (22 mars 1854 à Fredericton - 22 novembre 1938), est un avocat, un militaire et un homme politique canadien qui fut lieutenant-gouverneur du Nouveau-Brunswick.

## Biographie
Il est élu député fédéral libéral à la Chambre des communes pour la circonscription de Sunbury-Queen's le 26 octobre 1908, est réélu aux élections de 1911, puis à celles de 1917, cette fois pour la circonscription de Royal.
Parallèlement à sa carrière politique, il est impliqué dans les affaires militaires. Il participe à la Première Guerre mondiale pendant laquelle il est nommé Brigadier-général, puis Major général en 1917. 
Il est nommé lieutenant-gouverneur le 28 décembre 1928 et le reste jusqu'au 31 janvier 1935.